# 铁砧

铁砧

铁砧是一种常用工具，其最简单的形式是有一个用以放置锻打物体坚硬平面的金属块。铁砧的惯性能够使锻打工具的能量转移到工件上。在大多数情况下，砧用于金属锻造方面。在现代焊接技术的出现之前，它是金属工人主要的工具。现代砧板大多用钢材制成，亦有其它材料。铁砧具有古老的历史，因而也具有超出其实用工具以外的含义，例如交通大學的校徽即繪有铁砧。